# Кирпичёв, Павел Яковлевич
Павел Яковлевич Кирпичев (1904—1999) — советский художник, Заслуженный художник РСФСР (1986).

## Биография
Родился 27 декабря 1904 года в Новочеркасске.
С 1924 по 1927 год учился в Высших художественно-технических мастерских (ВХУТЕМАС) у Н. Н. Купреянова и  Н. А. Шевердяева; в 1930 году окончил Высший художественно-технический институт (ВХУТЕИН).
Член объединения «Октябрь», в 1932 году стал членом Союза художников СССР. Жил и работал в Москве.
Участник художественных выставок с 1936 года, включая зарубежные выставки: в Париже в 1937 году, в Англии в 1938 году, в Польше и Чехословакии в  1946 году. В 1943—1956 годах работал в Студии военных художников им. Грекова. Работал маслом, карандашом, углем, тушью, гуашью, акварелью; также владел техникой гравюры и литографии.
Был участником Великой Отечественной войны, находился Красной Армии с августа 1941 г. в рядах Первой дивизии народного ополчения; вышел из окружения в декабре и был в марте демобилизован после тяжелой болезни. С апреля 1942 г. работал художникам в окнах ТАСС, в октябре был прикомандирован в редакцию фронтовой газеты "Вперед на врага" (Калининский фронт).  В декабре 1942 года, во время Сталинградской битвы по приказу ГлавПУРа был откомандирован на Донской фронт с целью выполнения зарисовок с натуры и сбора материала к 25-летию Красной Армии для выставки «Великая Отечественная война в советском изобразительном искусстве». В марте принят в студию военных художников им. Грекова. С июня направлен в 18 армию в качестве военного корреспондента 255-й бригады морской пехоты, находился на Малой земле. Участник Эльтигенского десанта. В 1944 году был прикомандирован к 21 Армии Ленинградского фронта. С частями Красной Армии дошел до Вены, принимал участие в войне с милитаристской Японией. В числе военных наград орден Отечественной Войны, медаль «За победу над Германией в Великой Отечественной войне 1941—1945 гг.». Демобилизован в 1956г.
Также работал как иллюстратор — иллюстрировал книги в издательствах "Детская литература", "Молодая гвардия", "Советский писатель"; рисовал для журналов "Дружные ребята", "Пионер", "Вокруг света". Им были выполнены иллюстрации к книге Л. И. Брежнева «Малая земля».
Умер 18 мая 1999 года.

## Иллюстрации
- Павлович Н. Радио Дальнего Севера. — М.-Л.: Государственное издательство, 1930.
- Лебедев В. К северным народам (путешествие к лопарям).  — М.: ОГИЗ Молодая гвардия, 1931.
- Военный воздушный флот СССР. Альбом портретов и рисунков. М.: Всехудожник, 1936.
- Михалков С. Оборона.  — М.: Детиздат ЦК ВЛКСМ, 1937.
- Тараховская Е. Воздушный парад. — М.-Л.: Детиздат ЦК ВЛКСМ, 1937.
- Гернет Н. В. Приказы Васи-командира. — М.-Л.: Детгиз, 1942.
- Успенский Л. Рассказы о невозможном.  — М.-Л.: Детиздат, 1942.
- Перля З. Плавающие крепости.  — М.-Л.: Детгиз, 1942.
- Борзенко С. Десант в Крым. — М.: Детгиз, 1944.
- Кравец Олеся. Заря над Ханьпу. — М.; Л.: Детгиз, 1952.
- Фомина М. Плечом к плечу. — М.; Л.: Детгиз, 1953.
- Хуа Шань. Перо с петушиными перьями. — М.; Л.: Детгиз, 1953.
- Фиш Геннадий. Повести и рассказы. — М.: Детгиз, 1954.
- Сахнин А. Я. Тучи на рассвете. — М.: Детгиз, 1954.
- Орлов В. О смелой мысли.  Доп. изд. — М.: Детгиз, 1954.
- Улуг-Зода С. Утро нашей жизни. — М.: Детгиз, 1955.
- Борщаговский А. М. Пропали без вести. — М.: Советский писатель, 1956.
- Дети великого народа:  рассказы китайских писателей. — М.: Детгиз. 1956.
- Кравец Олеся. Рождение Чжун Су. — М.: Советский писатель, 1957.
- Федосеев Г. А. Тропою испытаний. — М.: Детгиз, 1957.
- Хэй Ли. 2000 ли через горы и реки. — М.: Детгиз, 1957.
- Тайц Я. Дымок.  — М.: Детгиз, 1958.
- Фу Цин. Боб, который умел петь песни. — М.: Детгиз, 1958.
- Шишов А. Ф. Бинокль. — М.: Детгиз, 1958.
- Сюань Фэн. Как Лай-хун пасла гусей. — М.: Детгиз, 1958.
- Туганова В. Мы живем в тундре. — М.: Детская литература, 1958.
- Гавеман А. В. Лес. Беседы лесовода. - Москва : Детгиз, 1959.
- Хо Мяо. Чернушка и её друзья. — М.: Детгиз, 1960.
- Барышев М. И. Выстрел в камышах. — М.: Детгиз, 1961.
- Тайц Я. Коньки. — М.: Детгиз, 1963.
- Джангазиев М. Беспокойные питомцы. — М.: Детгиз, 1962.
- Саган-оол О. К. Человек из Баян-Тала. — М.: Детгиз, 1962.
- Чернышевич А. Д. Рассказы старого Артема. — М.: Детская литература, 1965.
- Лао Шэ. День рождения Сяо-по. — М.: Детская литература, 1966.
- Брежнев Л. И. Малая земля. — М.: Детская литература, 1978.
- 225 дней мужества. Малая Земля, Новороссийский десант 1943. - Краснодар, 1978.